# 2005 في البرازيل
فيما يلي قوائم الأحداث التي وقعت خلال عام 2005 في البرازيل.

## رياضة
- 1 يناير – الدوري البرازيلي لكرة القدم 2005
- 25 سبتمبر – جائزة البرازيل الكبرى 2005 الفائز خوان بابلو مونتويا.

## كتب
من الكتب التي صدرت هذه السنة في البرازيل:
- 1 يناير – الزهير من تأليف باولو كويلو.

## وفيات

### يناير
- 31 يناير – ويلسون كارلوس دوس سانتوس (مواليد 1942)

### مارس
- 8 مارس – سيزار لاتيس (مواليد 1924) فيزيائي برازيلي.

### سبتمبر
- 27 سبتمبر – رونالد غولياس (مواليد 1929) ممثل برازيلي.